# NGC 586
NGC 586 este o galaxie spirală situată în constelația Balena. A fost descoperită în 10 septembrie 1785 de către William Herschel. De asemenea, a fost observată încă o dată de către John Herschel și în 29 noiembrie 1856 de către R. J. Mitchell.